# Лисяча акула пелагічна
Лисяча акула пелагічна (Alopias pelagicus) — акула з роду Лисяча акула родини Лисячі акули.

## Опис
Звичайна довжина не перевищує 3,3 м та ваги 88,4 кг. Максимальний зареєстрований розмір самця — 347 см, самиці — 383 см. Голова середнього розміру, вузька. Морда коротка. Немає губних борозен в кутах рота. Очі досить великі, але не розширені до вершини голови. Відсутній глибокий жолобок позаду очей. Лоб широкий та опуклий. Має широкі та дуже довгі грудні плавці, які на кінці округлі. Зубів зі скошеними вістрями на обох щелепах по 21-22 рядків. Тулуб кремезний. Має 2 спинних плавця. Другий спинний плавець та анальний плавець маленькі. Особливість цієї акули — верхня дуже довга лопать її хвостового плавця значно вужче, більше нагадуючи хлист батога. Шкіра вкрита дрібними гладенькими зубчиками.
Забарвлення спинів та боків темно-синій. Черево білуватого кольору. Для загальної забарвлення в деяких місцях зазвичай характерний і сріблястий відтінок, зокрема для зябрових щілин і боків. Зяброві щілини мають сріблястий відтінок.

## Спосіб життя
Тримається на глибинах до 150 м. Мешкає цей різновид, як і випливає з назви — в пелагії, тобто далеко від берегової лінії. Її рідко можна зустріти в прибережних водах. Це акула-одинак. Живиться дрібними донними рибами.
Це живородна акула. Самиця народжує 2 акуленят завдовжки 1 м. Молоді акули ростуть швидше, ніж дорослі. Приріст у молодих особин до року становить приблизно 9 см на рік, для віку у 2-3 роки — 8 см, 5-6-річних акул — 6 см для; 7-10 років — 4 см, 10-12 років — 3 см, 13 років і більше — 2 см.
Має промислове значення. М'ясо цієї акули споживається, з жиру печінки (відомого як жир сквалена) витягується низка дуже цінних вітамінів. Печінка у даного виду становить майже 10 % від загальної ваги тіла. Найбільш цінуються акулячі плавники, які йдуть для приготування делікатесного акулячого супу. Акуляча шкіра направляється для промислового використання.
Не становить загрози для людини.

## Розповсюдження
Мешкає від південної Африки до Аравійського та Червоного моря та від Перської затоки до Індонезії. В Тихому океані — від Японії до північної Австралії та Нової Каледонії та від Каліфорнійської затоки до Таїті.